# Catchphrase
Een catchphrase is een aan het Engels ontleende term om een zin of uitdrukking aan te duiden die spontaan populair wordt en aanslaat ("to catch on") door regelmatige herhaling. Ze ontstaan meestal in populaire cultuur zoals film en televisie en worden via verschillende media verspreid. 

## Ontstaan en verspreiding vancatchphrases
Een teken dat een bepaalde zin populair of bekend is geworden valt af te leiden uit het gebruik in vele (andere) sectoren van de maatschappij: op politiek vlak, sociaal en cultureel. Soms verliezen catchphrases hun populariteit, maar niet altijd.
Een vrij oud stopwoord is de term Manifest Destiny, een negentiende-eeuws begrip dat door journalist John O' Sullivan in 1845 in een opinieartikel gebruikt werd en zich zo snel verder verspreidde dat mensen vergaten wie het had bedacht. Na een poos werd het een standaard historisch begrip en definitief deel van het lexicon van de Amerikaanse geschiedenis.
Sommige catchphrases worden zo beroemd dat ze nog steeds spontaan met een bepaald persoon of personage worden geassocieerd. Voorbeelden zijn: "Reeds" (Sjef Van Oekel), "There's another nice mess you've gotten me into!" (Oliver Hardy), "Go ahead, punk, make my day" (Clint Eastwood), "I'm telling you: I get no respect!" (Rodney Dangerfield), "Shaken, not stirred" (James Bond) en "Geweldig" (Eddy Wally). Ze kunnen dan ook het handelsmerk of de karakterdefinitie van deze figuren worden. Voorbeelden hiervan zijn de kreet "D'oh!", geuit door tekenfilmfiguur Homer Simpson in de animatieserie The Simpsons en "Eh, what's up, Doc?" door tekenfilmkonijn Bugs Bunny. Er zijn echter ook catchphrases die geen vaste persoon of personage hebben die deze uitspreken, zoals "Oh my god, they killed Kenny! You bastards!", wat in South Park normaliter door Stan en Kyle wordt gezegd, maar ook al door vele andere personages in de televisieserie is uitgeroepen.
Er zijn catchphrases bekend die nooit in het origineel op die exacte wijze werden uitgesproken. Ingrid Bergman zegt in de film Casablanca "Play it, Sam", maar nooit "Play it again, Sam". De uitdrukking "Me Tarzan, you Jane" wordt in zowel de boeken als de oorspronkelijke films in feite veel eenvoudiger uitgesproken: "Tarzan. Jane." En Sherlock Holmes' bekende zin, "Elementary, my dear Watson", komt in de boeken nergens op die manier voor, net zomin als "Beam me up, Scotty" in de televisieserie Star Trek of "Harry, hol schon mal den Wagen" in Derrick.

## Catchphrases in diverse media
Catchphrases kunnen in vele media voorkomen:
- literatuur: "Grootmoeder wat hebt u grote oren?" (Roodkapje)
- theater: "To be or not to be, that's the question." (Hamlet)
- strips: "Duizend bommen en granaten" (Kapitein Haddock)
- film: "May the force be with you" (Star Wars)
- televisie: "Whatchu talkin' about, Willis?" (Gary Coleman in Diff'rent Strokes)
- televisie "“Dat is toch dat liedje”"  (Even tot hier)
- televisie "“And now for something completely different”"  (Monty Python)
- internet: "Leave Britney alone!" (Chris Crocker)
- muziek: "Ain't it funky now?" (James Brown)
- politiek: "It's the economy, stupid" (Bill Clinton)
- politiek: "Twee dingen" (Joop den Uyl)
- politiek: "U draait en u bent niet eerlijk" (Jan-Peter Balkenende)

Sommige catchphrases worden populair als reclameslogans. De catchphrase "Where's the beef?" werd in 1984 populair in de VS via een reclamespot voor hamburgerrestaurantketen Wendy's. Indien slogans niet aanslaan bij het publiek worden ze bijna per definitie geen catchphrase.